# Zeche Christian Levin
Die Zeche Christian Levin war ein Steinkohlen-Bergwerk in Essen.

## Geschichte
Mitte des 19. Jahrhunderts begann der 1847 gegründete Kölner Bergwerks-Verein mit dem Erschließen mehrerer Grubenfelder im Bereich des heutigen nördlichen Stadtgebietes von Essen. 1856 wurden mehrere Grubenfelder im Gebiet um Dellwig und Ebel unter dem Namen Gewerkschaft Christian Levin konsolidiert. Namensgeber war der damalige Generaldirektor des Kölner Bergwerksvereins, Direktor Christian Lemmé Lévin.
1857 bis 1861 wurde ein erster Schacht bei Dellwig an der Rollstraße niedergebracht. Er wurde mit einer Schachtförderung und einer Fahrkunst ausgestattet. Es wurde eine Verbundstrecke mit der Zeche Neu-Cöln aufgefahren, die sich ebenfalls im Eigentum des Kölner Bergwerks-Vereins befand.
Nachdem die Grubenbaue bis 1865 ausgebaut worden waren, ereignete sich 1867 ein Wassereinbruch durch die nahe Emscher, der den Betrieb auf beiden Schachtanlagen zum Erliegen brachte.
1870 gründete die Kölner Bergwerks-Verein AG im Konsortium mit einigen Essener Investoren um Friedrich Grillo die Gewerkschaft König Wilhelm, benannt nach dem damaligen preußischen König und späteren Kaiser Wilhelm I. In dieser Gewerkschaft wurden die Zeche Christian Levin mit der benachbarten Zeche Neu-Cöln als gemeinsame Werksdirektion mit getrennten Grubenbetrieben aufgenommen. Mit der Zeit bürgerte sich für die gemeinsam geführte Anlage die Benennung Zeche König Wilhelm ein. Zunächst wurde die Zeche Neu-Cöln gesümpft und konnte 1871 wieder in Betrieb gehen. Das Grubengebäude von Christian Levin wurde vorläufig gegen das von Neu-Cöln abgedämmt.
1872 wurde die Gewerkschaft in eine Aktiengesellschaft umgewandelt, da die Sümpfung der Grubenbaue von Christian Levin einen hohen Kapitalaufwand erforderte. 1873 ging Schacht Christian Levin wieder in Betrieb. Auf dem Zechengelände wurde im selben Jahr eine Kokerei in Betrieb genommen.
1881 führte ein erneuter Wassereinbruch zum erneuten Absaufen der Grubenbaue Christian Levin. Der Schacht wurde teilverfüllt und im Anschluss neu abgeteuft und standsicher ausgemauert. Als Förderanlage wurde 1888 ein Malakowturm errichtet, der letzte, der im Ruhrgebiet gebaut wurde. Ab 1889 stand die Zeche in unbeschränkter Förderung und konnte weiter ausgebaut werden. 1895 wurde südlich der Hauptanlage ein kleiner Wetterschacht ohne Fördereinrichtung geteuft, welcher der Zeche Christian Levin zugerechnet wurde, aber auch die Wetterführung für die Zeche Neu-Cöln optimierte. 1897 erhielt der Schacht Christian Levin ein eingezogenes Fördergerüst auf den Malakowturm aufgesetzt.
Nach dem Ersten Weltkrieg ging die König Wilhelm AG einen Interessenvertrag mit der Gebrüder Stumm ein, um die Förderanlagen im Essener Nordwesten optimal auszubauen und zu nutzen.
Zunächst war vorgesehen, die Zeche Neu-Cöln als zentrale Förderanlage auszubauen. Nach Neubewertung der Lagerstättenaufschlüsse wurde aber die Zeche Christian Levin weiter ausgebaut. Ein Blindschacht in unmittelbarer Nähe von Schacht Christian Levin 1 wurde 1925 bis 1927 bis nach über Tage hochgebrochen. Er ging 1928 als neuer Förderschacht Christian Levin 2 in Betrieb. Weiterhin wurde eine Brikettfabrik in Betrieb genommen.
Im Anschluss erfolgte 1931 die endgültige Angliederung der Schachtanlage Neu-Cöln 1/2 unter Aufgabe der dortigen Förderung. Ferner wurde die Kokerei endgültig stillgelegt. Ab 1938 wurde aus einer Störungszone in einem Grubenfeldbereich zusätzlich Bleierz gefördert. 1943 ging die Zeche König Wilhelm mit den Schachtanlagen Wolfsbank und Christian Levin in den Besitz der Friedrich Krupp AG über.
Die Zeche König Wilhelm wurde aufgelöst und die Schachtanlagen als selbständige Bergwerke weiterbetrieben. Die Brikettfabrik wurde 1945 stillgelegt. Nach dem Zweiten Weltkrieg wurde die Zeche Christian Levin der Bergwerke Essen-Rossenray AG als Nachfolgegesellschaft der Friedrich Krupp AG zugewiesen.
Die Förderung betrug seinerzeit 260 000 t Kohle und 40 000 t Bleierz jährlich bei 1800 Belegschaftsmitgliedern. Ab 1954 wurde ein Förderverbund mit der Zeche Sälzer-Amalie aufgefahren, die über einen leistungsstarken Hauptförderschacht verfügte. Seilfahrt und Materialführung verblieben auf den Schächten Christian Levin.

## Stilllegung
Bereits bei einsetzender Kohlenkrise wurde erkennbar, dass das Grubenfeld Christian Levin über keine weitreichenden Ressourcen mehr verfügte. Die Bleierzförderung wurde 1958 eingestellt. 1960 wurde das Baufeld Christian Levin komplett aufgegeben. Die Schächte Neu-Cöln 1 und 2 wurden verfüllt, und die Anlagen abgebrochen.
Bis zur Stilllegung der Zeche Sälzer-Amalie 1966 blieben die Schächte Christian Levin 1 und 2 für Wetterführung und Wasserhaltung als Stillstandsbereich offen. Im Anschluss erfolgte die Verfüllung und der restlose Abbruch der Tagesanlagen.

## Heutiger Zustand
Von den ursprünglichen Gebäuden der Zeche ist nichts mehr erhalten geblieben. Es befindet sich auf dem Gelände jetzt das Gewerbegebiet Levin sowie ein Tanklager. Neben dem ehemaligen Zechengelände liegt heute noch die Levinstrasse.

## Mineralfunde
Neben Steinkohle und Bleierzen – vor allem Galenit (Bleiglanz), aber auch Anglesit (Bleivitriol), Cerussit, Cotunnit (Chlorblei), Cumengeit, Hydrocerussit, Lanarkit, Laurionit, Leadhillit, Minium (Mennige) und Phosgenit (Bleihornerz, Hornblei) – wurden in der Zeche auch viele andere Minerale bzw. deren Varietäten gefunden, wie die Elementminerale Kupfer und Schwefel, die Sulfide Bornit (Buntkupferkies), Chalkosin (Kupferglanz), Chalkopyrit (Buntkupferkies), Covellin (Kupferindig), Markasit (Schwefelkies), Millerit (Nickelkies), Pyrit (Schwefelkies, Katzengold), Sphalerit (Zinkblende), die Halogenide Atacamit (Kupferhornerz), Diaboleit, Fiedlerit, Halit (Steinsalz), Matlockit, Paratacamit, die Oxide bzw. Hydroxide Cuprit (Rotkupfererz), Goethit (Nadeleisenerz, Brauner Glaskopf), Quarz, Tenorit (Kupferschwärze), die Carbonate bzw. Nitrate Ankerit, Aragonit, Calcit, Malachit, Siderit sowie die Sulfate Antlerit, Baryt, Brochantit, Caledonit, Chalkanthit, Copiapit, Marienglas (Selenit, Gipsvarietät), Goslarit, Halotrichit, Linarit, Melanterit, Metavoltin, Natrojarosit, Plumbojarosit und Römerit.